# Putovnica Singapura
 Putovnica Singapura putna je isprava koja se državljanima Singapura izdaje za putovanje i boravak u inozemstvu, kao i za povratak u zemlju.
Za vrijeme boravka u inozemstvu, putna isprava služi za dokazivanje identiteta i kao dokaz o državljanstvu.
Putovnica Singapura se izdaje za neograničen broj putovanja.

## Jezici
Putovnica je ispisana engleskim jezikom.

### Stranica s identifikacijskim podacima
- slika vlasnika putovnice
- tip ("P" za putovnicu)
- kod države
- serijski broj putovnice
- prezime i ime vlasnika putovnice
- državljanstvo
- nadnevak rođenja (DD. MM. GGGG)
- spol (M za muškarce ili F za žene)
- mjesto rođenja
- nadnevak izdavanja (DD. MM. GGGG)
- potpis vlasnika putovnice
- nadnevak isteka (DD. MM. GGGG)
- izdana od

## Zahtjevi za fotografije
Fotografija za putovnicu Singapura mora ispunjavati sljedeće zahtjeve:
- Fotografija je nova, snimljena u roku od 3 mjeseca, otisnuta na mat ili polumat papir[1]
- Visokokvalitetna slika bez piksela, s malo prostora za bočne strane i 3 mm ili 9% između gornjeg ruba i glave[2]
- Vidi se gornji dio ramena
- Kosa ne može prekriti nijedan dio lica, ušiju i obrva.
- Slika odražava pravi ton kože, kao i madeže, ožiljke ili bore.